# Villa validicornis
Villa validicornis är en tvåvingeart som beskrevs av Mario Bezzi 1924. Villa validicornis ingår i släktet Villa och familjen svävflugor.
Artens utbredningsområde är Malawi. Inga underarter finns listade i Catalogue of Life.